# Fort Lee, New Jersey
Fort Lee este un oraș cu 35.460 de locuitori situat în comitatul Bergen, statul New Jersey, Statele Unite ale Americii.  La începutul secolului al XX-lea, Fort Lee a fost un centru al industriei filmului american, până când producția de filme s-a mutat la Hollywood.

## Personalități marcante
- William Fox